# Spada da lato

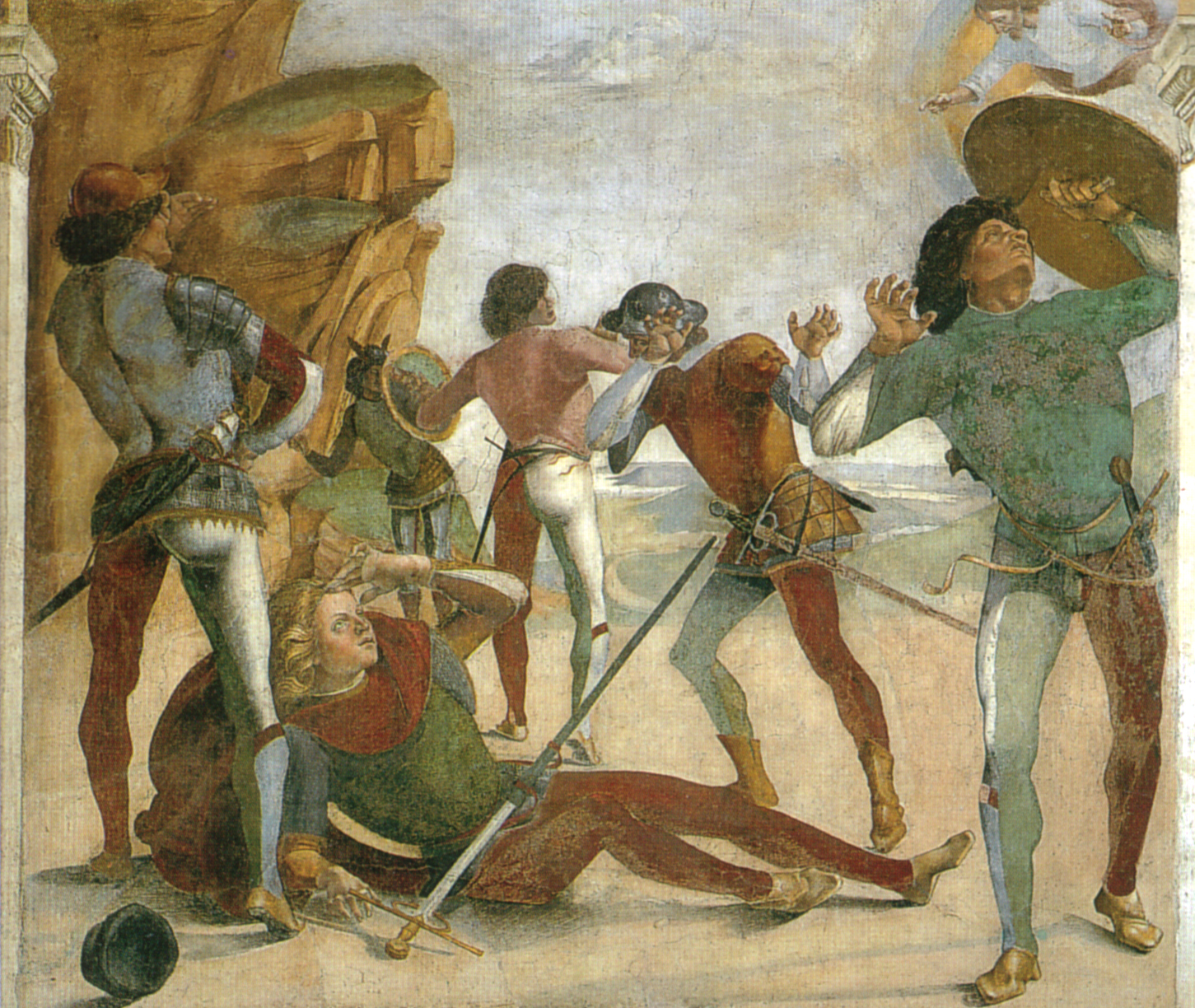
Luca Signorelli, La Conversione di San Paolo (1477-1480) - Basilica di Loreto - Gli armigeri nell'affresco cingono al fianco delle spade da lato

Spada da lato è il nome che prende in Italia la spada di uso civile nel XV e XVI secolo. L'arma presenta ancora numerose similitudini con la pesante spada da fante, o con lo stocco da fanteria utilizzati in ambito militare, ma, rispetto a questi, comincia ad utilizzare i primi ponticelli e anelli a protezione delle dita della mano. Questo proprio in virtù della mancanza di protezioni metalliche (guanti di ferro) tipiche del combattimento in guerra.
Il nome deriva dall'abitudine civile di portare tale spada al proprio fianco. In lingua spagnola viene definita Espada ropera, letteralmente "spada da soprabito", ove ropa è equivalente dell'italiano roba, soprabito maschile in uso nel Tardo Medioevo e nella prima Età Moderna. Dallo spagnolo derivò il vocabolo rapier in lingua francese e lingua inglese, indicante sia la spada da lato che la successiva striscia seicentesca.
In base al periodo storico o alle esigenze dello spadaccino, vennero realizzate spade da lato di foggia e dimensioni molto variabili, per cui non è possibile definire una spada da lato standard. Gli esemplari museali arrivati fino a noi variano dagli 1,7 ai 0,75 kg.

## Storia
La spada da lato venne sviluppata nel XV secolo nei paesi dell'Europa mediterranea interessati da un'endemica diffusione delle compagnie di ventura e dal persistere di una generale situazione di violenza ed insicurezza civile, cioè i regni della Spagna e le signorie d'Italia:
- in Italia, spade dalla linea più snella rispetto alla spada d'armi, con guardia articolata atta a proteggere la mano priva di guanto d'arme dello schermidore, vengono raffigurate con sempre maggior frequenza dai pittori a partire dagli anni '70 del XV secolo. Armi dello stesso periodo, conservatesi sino ai giorni nostri, confermano la nuova tendenza;
- in Spagna, la espada ropera viene citata nel Coplas de la panadera di Juan de Mena (1445/1450)[1] e in un inventario del Duca Álvaro de Zúñiga (1485).

Per tutto il Quattrocento, i migliori maestri nell'utilizzo di quest'arma furono gli italiani. Come conseguenza, si generò un vero e proprio "mercato della spada" che portò vari maestri della penisola a recarsi quali ospiti presso le corti d'Europa mentre studenti provenienti da Oltralpe raggiungevano le corti italiane per imparare l'uso della nuova tipologia di spada. La prima scuola precipuamente dedicata all'uso della spada da lato fu quella bolognese del maestro Lippo Bartolomeo Dardi (là dove il maestro Fiore dei Liberi prediligeva ancora la spada a due mani), attiva sin dal 1415 e poi nota come "Scuola Bolognese".
Complice questo mercato della spada, il nuovo modello di arma si diffuse al di fuori dell'areale mediterraneo, toccando la Francia già nel 1475 e da lì passando in Inghilterra.
Per tutto il XVI secolo, la spada da lato subisce variazioni che ne vedono l'aumentare delle protezioni per la mano e l'aumento della lunghezza. Questo ne porta gradualmente la trasformazione verso la "spada da lato a striscia", o semplicemente striscia, che sarà l'arma per eccellenza del XVII secolo.

## Costruzione
In base al periodo storico o alle esigenze dello spadaccino vennero realizzate spade da lato di foggia e dimensioni molto variabili, per cui non è possibile definire una spada da lato standard. Gli esemplari museali arrivati fino a noi variano dagli 1,7 ai 0,75 kg.
Caratteristiche fondamentali della spada da lato, rispetto alla normale spada ad una mano ed allo stocco sono:
- lama lunga ed appuntita ma ancora massiccia, affilata su ambo i lati, con corto ricasso protetto superiormente da un anello metallico;
- elsa con manica ad una o due mani, normalmente in relazione alla lunghezza della lama e quindi al peso complessivo dell'arma, guardia a crociera presentava bracci di grandi dimensioni, diritti o ripiegati, caricata di rami, ponti e ponticelli, articolantisi sul ricasso, a garantire maggior protezione della mano.

Giunta alla sua piena espressione nel Cinquecento, secolo artisticamente caratterizzato dalle bizzarrie del Manierismo, il modello della spada da lato è stato variamente interpretato dai maestri armaioli europei. Tra i reperti museali giunti sino a noi, figurano infatti esemplari quanto meno bizzarri:
- importante menzionare le spade Flambard, caratterizzate da una lama "fiammeggiante" destinata a scaricare un urto maggiore sulla lama dell'avversario in fase di parata. Questa particolare tipologia di spada da lato viene da alcuni antiquari erroneamente accomunato alla flamberga, variante "fiammeggiante" dello Zweihänder;
- alcuni esemplari di spada da lato presentano il meccanismo di sparo di una pistola a ruota sulla crociera. Si trattava cioè di armi ibride che univano la spada e la pistola. Simili accorgimenti si ritrovano anche in altre tipologie di armi: mazze o scuri d'arcioni sulla cui impugnatura era assicurata una pistola.

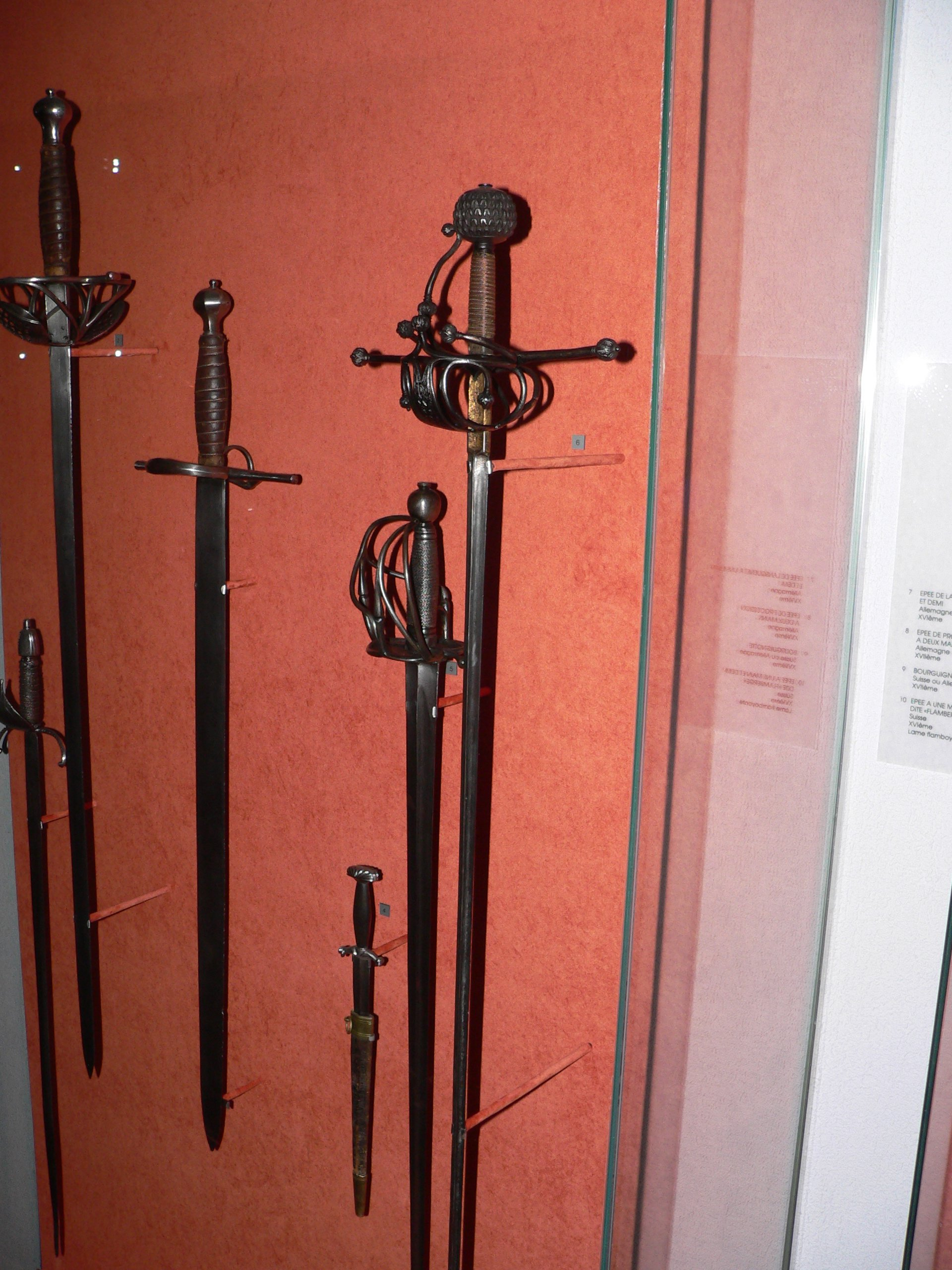
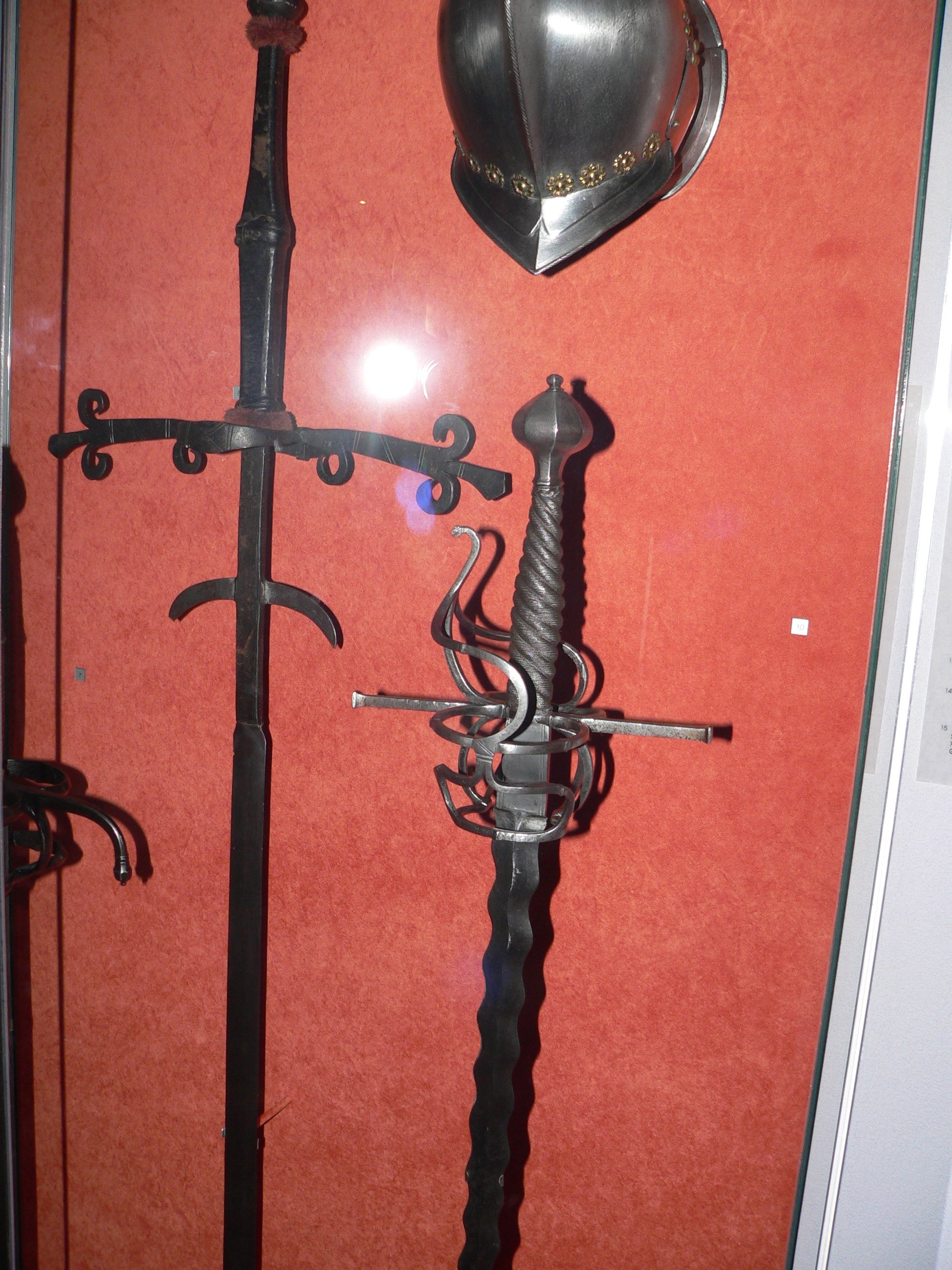
Spada Flambard con crociera ed elsa a cesto
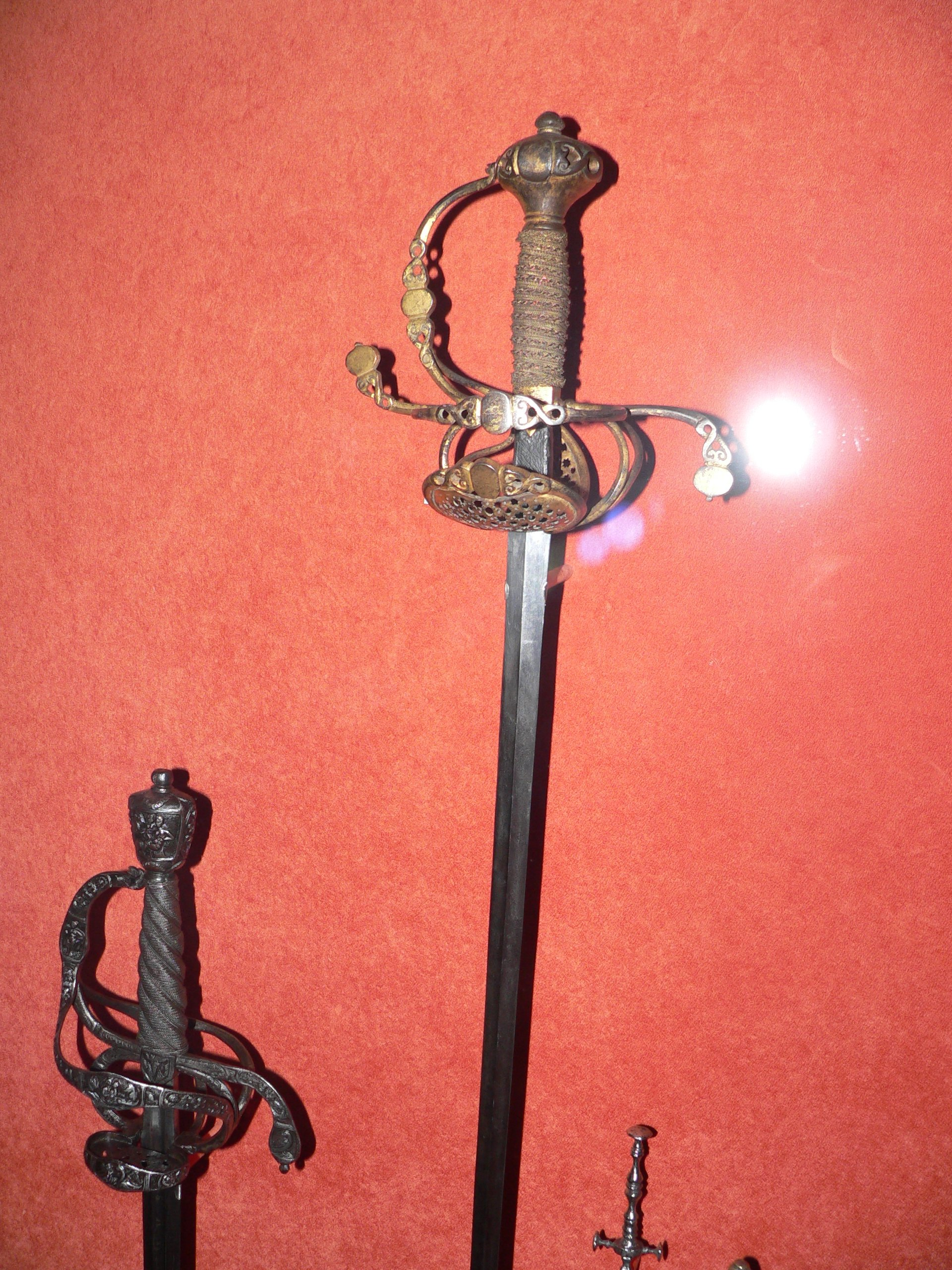
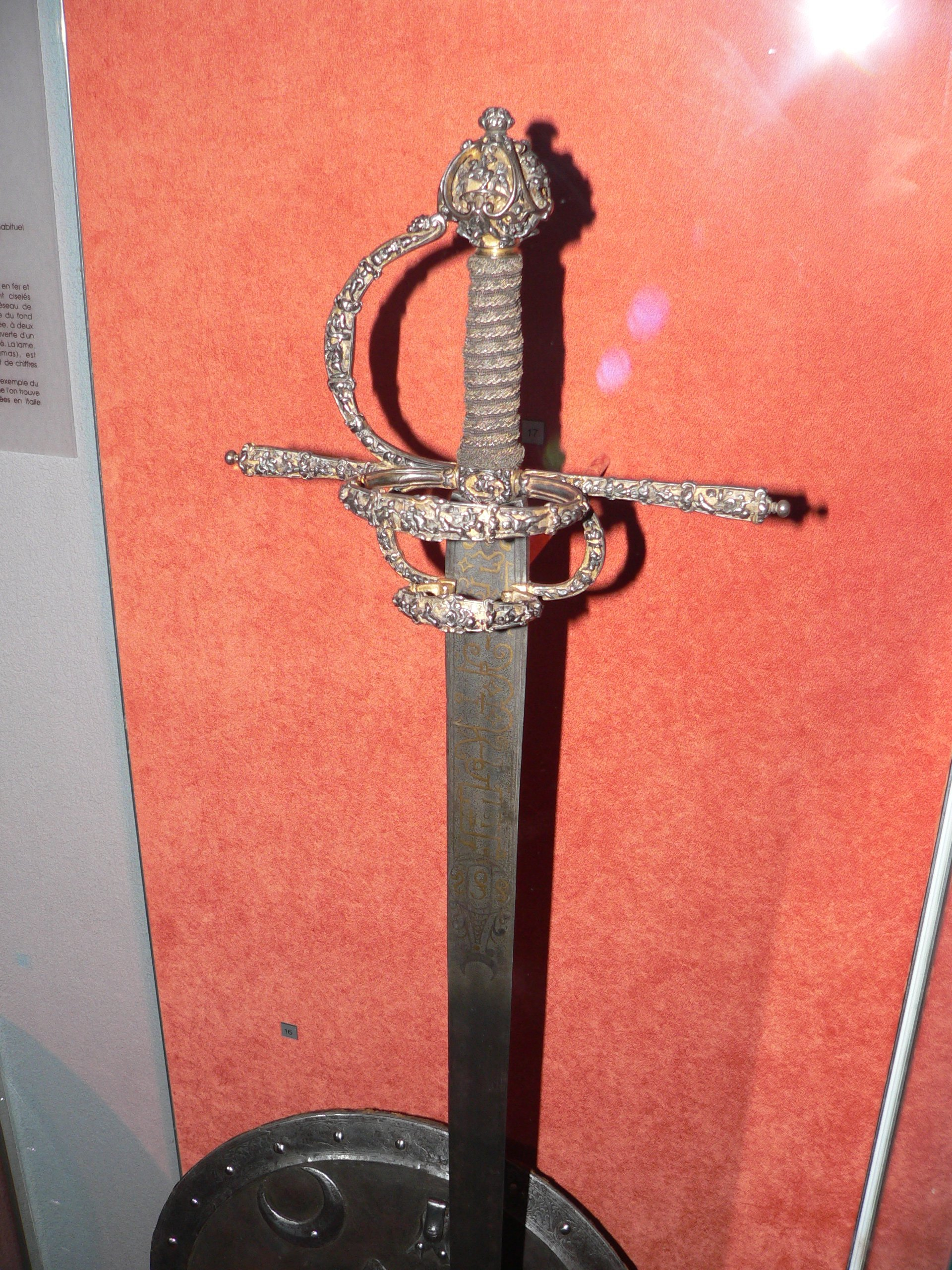
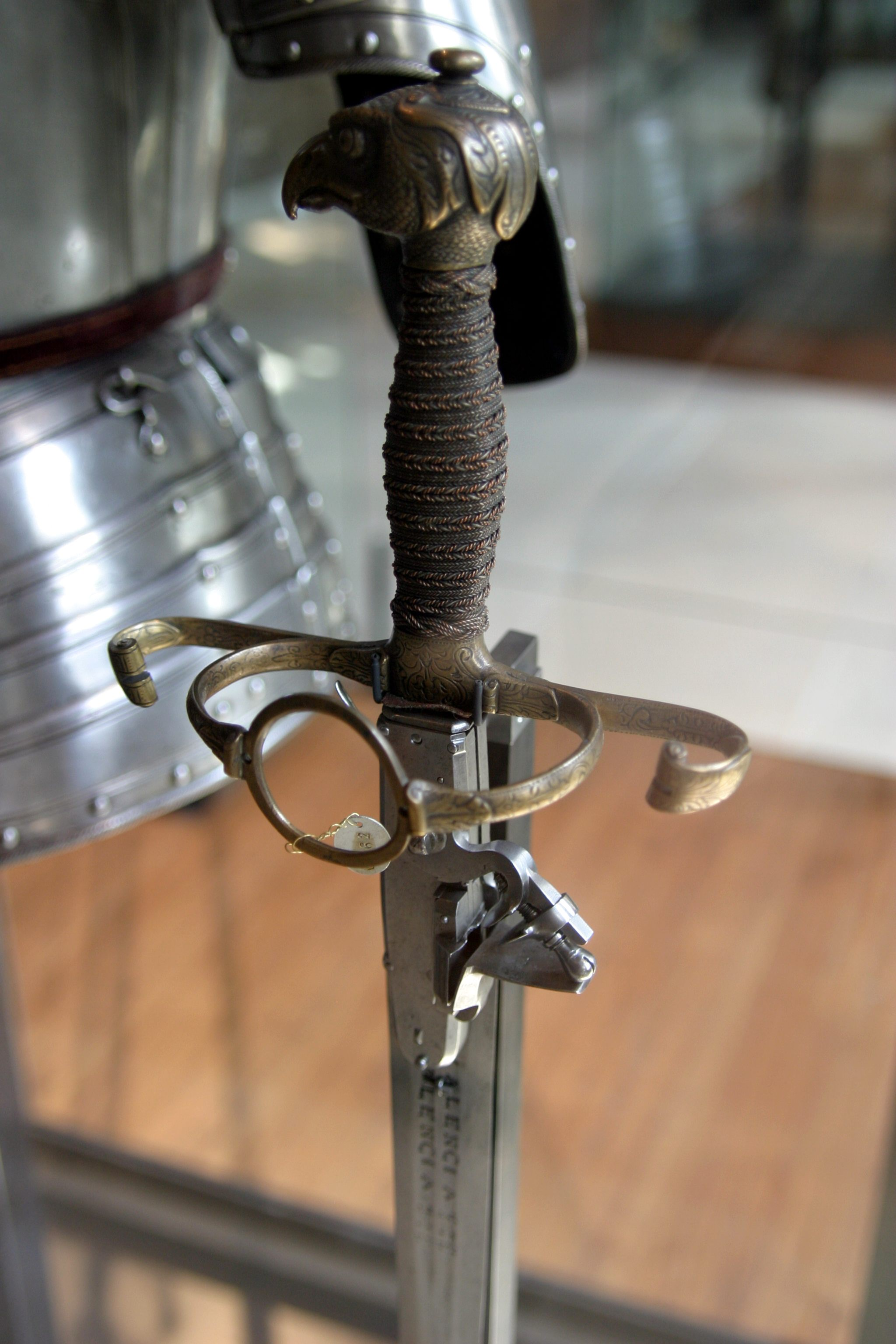
Spada da lato con meccanismo di pistola sulla crociera - Musée de l'Armée (Parigi)

## Utilizzo

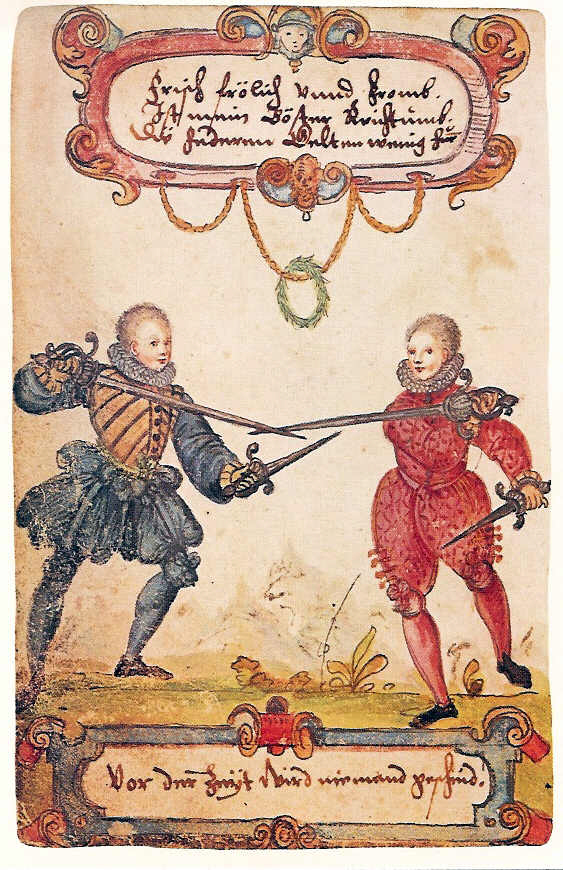
Duellanti con spada e daga - Manuale di Scherma Tradizionale Tedesca (1590)

La spada da lato sfrutta un'abbondante combinazione di attacchi di taglio e di punta e utilizza un attacco di tipo circolare.
Solitamente viene accompagnata da una seconda arma, impugnata con la mano sinistra. Esistono numerose armi, sia offensive sia difensive da utilizzare a tale scopo. Le più utilizzate sono pugnale, cappa, scudo rotondo (rotella), scudo piccolo impugnato (targa o brocchiero), scudo grande (targone) o altra spada.
Solo con l'avvicinarsi del XVII secolo l'utilizzo viene sempre più ristretto al gioco non accompagnato o al massimo con l'ausilio di un pugnale, codificandone l'uso in duello.

### Fonti
- Trattato che tratta di scherma di Maestro Anonimo Bolognese (ca. 1510-1515), ed. in L'Arte della Spada: Testo Anonimo Bolognese che Tratta di Scherma, Il Cerchio, 2005.
- Giacomo Grassi (1570), Ragione di adoprar sicuramente l'Arme sì da offesa, come da difesa; con un Trattato dell'inganno, et con un modo di esercitarsi da se stesso, per acquistare forza, giudicio, et prestezza, di Giacomo Grassi. Con privilegio., Venezia, ed. Giordano Ziletti.
- Antonio Manciolino (1531), Opera Nova per Imparare a Combattere, & Schermire d'ogni forte Armi, Venezia, ed. Niccolò Zoppino.
- Achille Marozzo (1536), Opera Nova Chiamata Duello, O Vero Fiore dell'Armi de Singulari Abattimenti Offensivi, & Diffensivi, Modena.
- Angelo Viggiani (1575), Lo schermo d'Angelo Viggiani dal Montóne da Bologna. Nel quale per via di dialogo si discorre intorno all'eccellenza dell'Armi et delle Lettere, et intorno all'offesa et difesa. Et insegna uno schermo di Spada sola sicuro, e singolare con una tavola copiosissima, Venezia, ed. Giorgio Angelieri.

### Studi
- Alessandro Battistini, (2006), Evoluzione della Spada da Lato
- (DE)  Wendelin Boeheim (1890), Handbuch der Waffenkunde. Das Waffenwesen in seiner historischen Entwicklung vom Beginn des Mittelalters bis zum Ende des 18 Jahrhunders, Leipzig.
- (EN)  Tom Leoni, [a cura di] (2010), The Complete Renaissance Swordsman: A Guide to the Use of All Manner of Weapons ~ Antonio Manciolino's Opera Nova (1531), Wheaton (IL), Freelance Academy Press, ISBN 978-0-9825911-3-0.